# 久野寧
久野 寧（くの やす、1882年〈明治15年〉3月30日 - 1977年〈昭和52年〉12月30日）は、日本の生理学者。発汗と体温調節の生理についての研究で知られる。日本学士院会員、文化勲章受章者。長男は化学者で慶應義塾長も務めた久野洋。
1936年（昭和11年）、1938年（昭和13年）、1953年（昭和28年）と三たびにノーベル生理学・医学賞の候補に挙がっていたものの、受賞を逸している。

## 人物
愛知県名古屋生まれ。1903年、愛知県立医学専門学校卒。
1911年（明治44年）に南満医学堂（のち満州医科大学）教授となり、1913年（大正2年）にドイツ・イギリスに留学。1937年（昭和12年）に名古屋医科大学教授に就任、名古屋医科大学の帝国大学への改組に伴い、1939年（昭和14年）名古屋帝国大学医学部教授。
1920年（大正9年）ごろより発汗の研究に従事。1941年（昭和16年）「人体発汗の研究」で日本学士院賞を受賞している。
戦後は名古屋大学医学部教授。1955年（昭和30年）1月に名古屋大学を定年退官した後、1956年に三重県立医科大学（現在の三重大学医学部）教授を務め、1963年（昭和38年）に退職した。同年度の文化勲章受章、併せて文化功労者として顕彰される。
久野はビタミン研究の発展にも大きな役割を果たした。1944年（昭和19年）に設立されたビタミンB研究委員会（設立当初はビタミンB1連合研究打合会）の初代委員長を20年にわたって務めた。また、1949年（昭和24年）に設立された日本ビタミン学会初代理事長を務め、1955年（昭和30年）までその任にあった。1963年にはビタミンB協会（後にビタミン協会）を設立、1978年（昭和53年）まで会長を務めた。
南極には、発汗研究に業績を残した久野を記念して久野岬（Kuno Point）と名付けられた岬がある。

## 著書
- 『熱帯生活問題』　石書房、1943年
- 『汗』　養徳社、1946年
- 『気候と人生』　創元社（百花文庫）、1949年
- 『汗の話』　光生館、1963年